# Bocce ai Giochi mondiali
| Bocce ai Giochi mondiali | Bocce ai Giochi mondiali |
| Specialità               | Specialità               |
| ------------------------ | ------------------------ |
| Volo (10 titoli)         |                          |
| Raffa (2 titoli)         |                          |
| Pétanque (13 titoli)     |                          |
| Edizione                 | Titoli                   |
| 1985                     | 1                        |
| 1989                     | 2                        |
| 1993                     | 2                        |
| 1997                     | 2                        |
| 2001                     | 4                        |
| 2005                     | 6                        |
| 2009                     | 8                        |

Le bocce sono state introdotte ai Giochi mondiali a partire da Londra 1985. La disciplina è stata riconfermata come sport ufficiale per le edizioni successive. 
Tuttavia nel programma si sono alternate le presenze delle tre specialità, all'ultima edizione si sono assegnati 8 titoli (4 maschili ed altrettanti femminili): quattro nel volo (o boule lyonnaise) e due titoli ciascuno nella raffa e nel pétanque.

## Titoli

### Pétanque
Doppio uomini
| Edizione       | Oro                                    | Argento                                              | Bronzo                                      |
| -------------- | -------------------------------------- | ---------------------------------------------------- | ------------------------------------------- |
| Kaohsiung 2009 | Francia (Damien Hureau, Julien Lamour) | Belgio (Fabrice Uytterhoeven, William van der Biest) | Thailandia (Pakin Phukram, Supan Thongphoo) |

Doppio donne
| Edizione       | Oro                                               | Argento                                  | Bronzo                                                |
| -------------- | ------------------------------------------------- | ---------------------------------------- | ----------------------------------------------------- |
| Karlsruhe 1989 | Belgio                                            | Regno Unito                              | Spagna                                                |
| L'Aia 1993     | Francia                                           | Svezia                                   | Germania                                              |
| Lahti 1997     | Belgio                                            | Francia                                  | Spagna                                                |
| Akita 2001     | Belgio (Nancy Barzin, Linda Goblet)               | Spagna (Ines Rosário, María Luisa Ruiz)  | Madagascar (Hanta Randriambahiny, Odile Razanamahefa) |
| Kaohsiung 2009 | Thailandia (Kannika Limwanich, Suphannee Wongsut) | Francia (Nadège Baussian, Ranya Kouadri) | Israele (Margalit Ossi, Gali Shriki)                  |

Triplo uomini
| Edizione       | Oro     | Argento    | Bronzo      |
| -------------- | ------- | ---------- | ----------- |
| Londra 1985    | Francia | Italia     | Monaco      |
| Karlsruhe 1989 | Francia | Algeria    | Lussemburgo |
| L'Aia 1993     | Francia | Belgio     | Danimarca   |
| Lahti 1997     | Spagna  | Italia     | Francia     |
| Akita 2001     | Italia  | Spagna     | Belgio      |
| Duisburg 2005  | Francia | Madagascar | Belgio      |

Triplo donne
| Edizione      | Oro     | Argento    | Bronzo   |
| ------------- | ------- | ---------- | -------- |
| Duisburg 2005 | Francia | Thailandia | Germania |

### Raffa
Doppio uomini
| Edizione       | Oro                                             | Argento                                              | Bronzo                               |
| -------------- | ----------------------------------------------- | ---------------------------------------------------- | ------------------------------------ |
| Kaohsiung 2009 | Italia (Pasquale d'Alterio, Gianluca Formicone) | Argentina (Raúl Basualdo, Horacio Francisco Spessot) | Brasile (Deniz Demir, Rukiye Yüksel) |

Doppio donne
| Edizione       | Oro                                     | Argento                                     | Bronzo                               |
| -------------- | --------------------------------------- | ------------------------------------------- | ------------------------------------ |
| Kaohsiung 2009 | Italia (Loana Capelli, Elisa Luccarini) | Brasile (Noeli dalla Corte, Ingrid Fuchter) | Turchia (Margalit Ossi, Gali Shriki) |

### Volo
Tiro progressivo uomini
| Edizione       | Oro          | Argento          | Bronzo             |
| -------------- | ------------ | ---------------- | ------------------ |
| Duisburg 2005  | Mauro Bunino | Fabien Jarnet    | Jasmin Causevic    |
| Kaohsiung 2009 | Ales Borcnik | Alessandro Longo | Sébastien Mourgues |

Tiro progressivo donne
| Edizione       | Oro          | Argento           | Bronzo          |
| -------------- | ------------ | ----------------- | --------------- |
| Duisburg 2005  | Ilenia Pasin | Wang Mei          | Magali Billeaud |
| Kaohsiung 2009 | Cheng Xiping | Laurence Essertel | Chiara Soligon  |

Tiro di precisione uomini
| Edizione       | Oro                | Argento          | Bronzo          |
| -------------- | ------------------ | ---------------- | --------------- |
| Duisburg 2005  | Markica Dodig      | Sandro Gulja     | Frédéric Ascens |
| Kaohsiung 2009 | Gianfranco Santoro | Emanuele Ferrero | Markica Dodig   |

Tiro di precisione donne
| Edizione       | Oro              | Argento         | Bronzo        |
| -------------- | ---------------- | --------------- | ------------- |
| Duisburg 2005  | Fatiha Targhaoui | Corine Maugiron | Tanja Gobo    |
| Kaohsiung 2009 | Yang Ying        | Magali Jouve    | Paola Mendola |

Doppio uomini
| Edizione   | Oro                                         | Argento                                    | Bronzo                                |
| ---------- | ------------------------------------------- | ------------------------------------------ | ------------------------------------- |
| Akita 2001 | Francia (Laurent Duverger, Sébastien Grail) | Italia (Michele Girodanino, Marco Ziraldo) | Slovenia (Gregor Kosir, Zoran Rednak) |

Doppio donne
| Edizione   | Oro                                         | Argento                            | Bronzo                            |
| ---------- | ------------------------------------------- | ---------------------------------- | --------------------------------- |
| Akita 2001 | Francia (Corine Maugiron, Valérie Maugiron) | Italia (Ilenia Pasin, Laura Trova) | Slovenia (Petra Pivk, Nina Sodec) |